# Callistosporium galerinoides
Callistosporium galerinoides är en svampart som beskrevs av Singer 1948. Callistosporium galerinoides ingår i släktet Callistosporium och familjen Tricholomataceae.   Inga underarter finns listade i Catalogue of Life.